# Jayson Hale
Jayson Hale (ur. 26 czerwca 1985 w Sierra City) – amerykański snowboardzista, brązowy medalista mistrzostw świata.

## Kariera
Po raz pierwszy na arenie międzynarodowej pojawił się 9 marca 2001 roku w Northstar, gdzie w zawodach Pucharu Kontynentalnego zajął 20. miejsce w gigancie. W 2004 roku wystartował na mistrzostwach świata juniorów w Klinovcu i Oberwiesenthal, zajmując czternaste miejsce w snowcrossie, a w gigancie równoległym mimo zgłoszenia nie wystąpił.
W Pucharze Świata zadebiutował 11 grudnia 2003 roku w Whistler, gdzie zajął 24. miejsce w snowcrossie. Tym samym już w swoim debiucie wywalczył pierwsze pucharowe punkty. Na podium zawodów pucharowych jedyny raz stanął 14 stycznia 2006 roku w Kronplatz, kończąc rywalizację w snowcrossie na trzeciej pozycji. W zawodach tych wyprzedzili go jego rodak, Jason Smith i Marco Huser ze Szwajcarii. Najlepsze wyniki osiągnął w sezonach sezonie 2005/2006, kiedy to zajął czternaste miejsce w klasyfikacji snowcrossu.
Największy sukces w karierze osiągnął w 2005 roku, kiedy wywalczył brązowy medal w snowcrossie na mistrzostwach świata w Whistler. Lepsi tam okazali się Seth Wescott z USA i Kanadyjczyk François Boivin. Był to jego jedyny występ na imprezie tego cyklu. Nie startował na igrzyskach olimpijskich. Zdobył też brązowe medale na Winter X Games 10 (2006) i Winter X Games 16 (2012).
W 2013 roku zakończył karierę.

## Osiągnięcia

### Mistrzostwa świata
| Miejsce | Dzień       | Rok  | Miejscowość | Konkurencja | Zwycięzca    |
| ------- | ----------- | ---- | ----------- | ----------- | ------------ |
| 3.      | 16 stycznia | 2005 | Whistler    | Snowcross   | Seth Wescott |

### Puchar Świata

#### Miejsca w klasyfikacji generalnej
- sezon 2003/2004: -
- sezon 2004/2005: -
- sezon 2005/2006: 51.
- sezon 2008/2009: 108.
- sezon 2009/2010: 242.
  - SBX[1]
- sezon 2010/2011: 39.
- sezon 2011/2012: 26.
- sezon 2012/2013: 83.

#### Miejsca na podium
1. Kronplatz – 14 stycznia 2006 (snowcross) - 3. miejsce